# Pont d'Hardanger
Le pont d'Hardanger est un pont situé en Norvège. Il relie les villes de Ullensvang et de Ulvik dans le comté de Hordaland en traversant le Hardangerfjord.
Il est emprunté par la route nationale 7 et la route nationale 13.
Il remplace un ferry entre Bruravik et Brimnes, raccourcissant le temps de transport routier entre Oslo et Bergen. En 2013, il s'agit du plus long pont suspendu de Norvège et le 9e au monde.
Ce pont norvégien est cité comme modèle pour le projet de pont sur le Saguenay au Québec.